# Wide Video Graphics Array
WVGA je označení pro různá rozlišení displejů jejichž jeden rozměr (výška) odpovídá 480 pixelům, druhý rozměr pak zahrnuje více než 640 pixelů. Displej je tak širší než ve standardu VGA, odkud se odvozuje jeho název Wide VGA tj. široké VGA. Různé varianty jsou například 752x480, 800x480, 848x480 nebo 854x480. Displeje s těmito rozměry se používají zejména u přenosných kapesních zařízení umožňujících zobrazení webových stránek.